# Who Owns My Heart
"Who Owns My Heart" é uma canção da cantora estado-unidense Miley Cyrus. Foi composta por Cyrus, Devrim Karaoglu, Antonina Armato e Tim James e produzida pelos dois últimos. "Who Owns My Heart" foi lançada em 22 de outubro de 2010 pela Hollywood Records como o segundo single do terceiro álbum de estúdio da artista, Can't Be Tamed, em regiões europeias selecionadas. Foi composta a respeito dos sentimentos do ambiente de um clube noturno que podem levar alguém a supor. "Who Owns My Heart" é musicalmente uma canção de eletronic dance music e conduzida por sintetizadores. Liricamente, é sobre conhecer um interesse amoroso em uma danceteria.
A obra recebeu opiniões mistas por parte dos críticos. Alguns disseram que era "sem graça e sem identificação", enquanto outros consideraram-na uma das melhores faixas em Can't Be Tamed. "Who Owns My Heart" falhou ao obter sucesso comercial, ao contrário de seu antecessor, o "Can't Be Tamed". O single desempenhou-se moderadamente em países de língua neerlandesa e em territórios europeus, com o seu maior pico internacional sendo atingido no número dois da região belga de Flandres. Também entrou em paradas da Áustria, da Alemanha e da Eslováquia. O vídeo correspondente para "Who Owns My Heart" foi dirigido por Robert Hales. Mostra Cyrus se preparando e chegando na festa de uma mansão. A gravação recebeu críticas do Parents Television Council (PTC) devido aos seus elementos sexuais. A canção foi promovida através de várias apresentações ao vivo na Europa. O single também faz parte do repertório da Gypsy Heart Tour, a turnê de Cyrus de 2011.

## Precedentes
A canção foi escrita por Cyrus em colaboração com Antonina Armato, Tim James e Devrim Karaoglu. A cantora a descreveu como "uma faixa totalmente de dance music" com um conceito legal. Foi composta a respeito dos sentimentos do ambiente de um clube noturno que podem levar alguém a supor. A artista descreveu o local de clube como muito sensual, o qual ela julgou ser constituído pela reprodução da música e iluminação intensa, e pensou que poderia provocar falsas emoções com a pessoa com quem alguém está dançando. Ela afirmou: "Se você está fora, dançando em um clube, a forma que toda a vibração acontece. [...] Você realmente gosta da pessoa com quem está dançando ou é apenas o ambiente no qual isto está ocorrendo?" "Who Owns My Heart" foi lançada em 22 de outubro de 2010 na Austrália como um single digital e em 26 de outubro seguinte na Europa em formato físico (CD single).

## Composição e recepção crítica
Desculpe, não reconheço tamanho_quadro
"Who Owns My Heart" é uma canção dance-pop com duração de três minutos e trinta e quatro segundos.. É uptempo e predominantemente um número de eletronic dance music inspirado na música dos anos 80. A canção é definida em tempo comum com um metrônomo de 136 batidas por minuto. Está escrita na tonalidade de lá menor com os vocais de Cyrus expandindo duas oitavas, desde a nota G3 até a nota C5. A canção segue a progressão harmônica A5–F5–D5–E5 Deslizando ao longo de uma batida enérgica, "Who Owns My Heart" é pesada em uso de rubbery e sintetizadores disco. O teclado também possui participação na canção. Liricamente, "Who Owns My Heart" fala da emoção de conhecer um interesse amoroso na pista de dança. Os versos e a ponte descrevem o cenário fazendo comparações a várias coisas, incluindo tsunamis e rodeios. Seu refrão prossegue para a questão "Quem é o dono do meu coração?/ É o amor ou a arte?".
Bill Lamb do About.com pensou que, apesar de sua batida, "Who Owns My Heart" é "sem identificação e sem brilho". Tanner Stransky do Entertainment Weekly afirmou, "é uma canção que merece o status de single". Heather Phares do Allmusic, usou "Who Owns My Heart" como exemplo de problema recorrente em Can't Be Tamed. Alexis Petridis da revista britânica The Guardian sentiu que a canção foi uma tentativa corajosa de imitar Lady Gaga. Evan Sawdey do PopMatters encontrou uma resposta alternativa para o refrão da canção. "É o comércio musical que é o dono do seu coração, Miley, e sempre foi assim", ele escreveu. Mikael Wood da Billboard comparou "Who Owns My Heart" com singles lançados em 2010 pelo grupo The Black Eyed Peas. Nick Levine do Digital Spy disse que a canção é uma faixa Hi-NRG pós-Gaga que estava inclinada para o genérico. Contudo, ele disse que as referências líricas da canção foram um lembrete que Cyrus cantou a faixa. Ed Masley do The Arizona Republic concluiu que a canção é uma das melhores faixas de Can't Be Tamed, apesar de conter um "refrão extravagante digno de ABBA". Jon Caramanica do The New York Times percebeu que a canção é uma das mais "excitantes" em Can't Be Tamed. Ele disse que é um som que "a Sra. Cyrus não demonstrou nenhuma afinidade até agora e pode ser a última vez. Ainda sim, é um som oportuno e afiado."

## Vídeo clipe

Cyrus aplica batom (acima) e se junta a vários indivíduos (abaixo) no vídeo de "Who Owns My Heart".

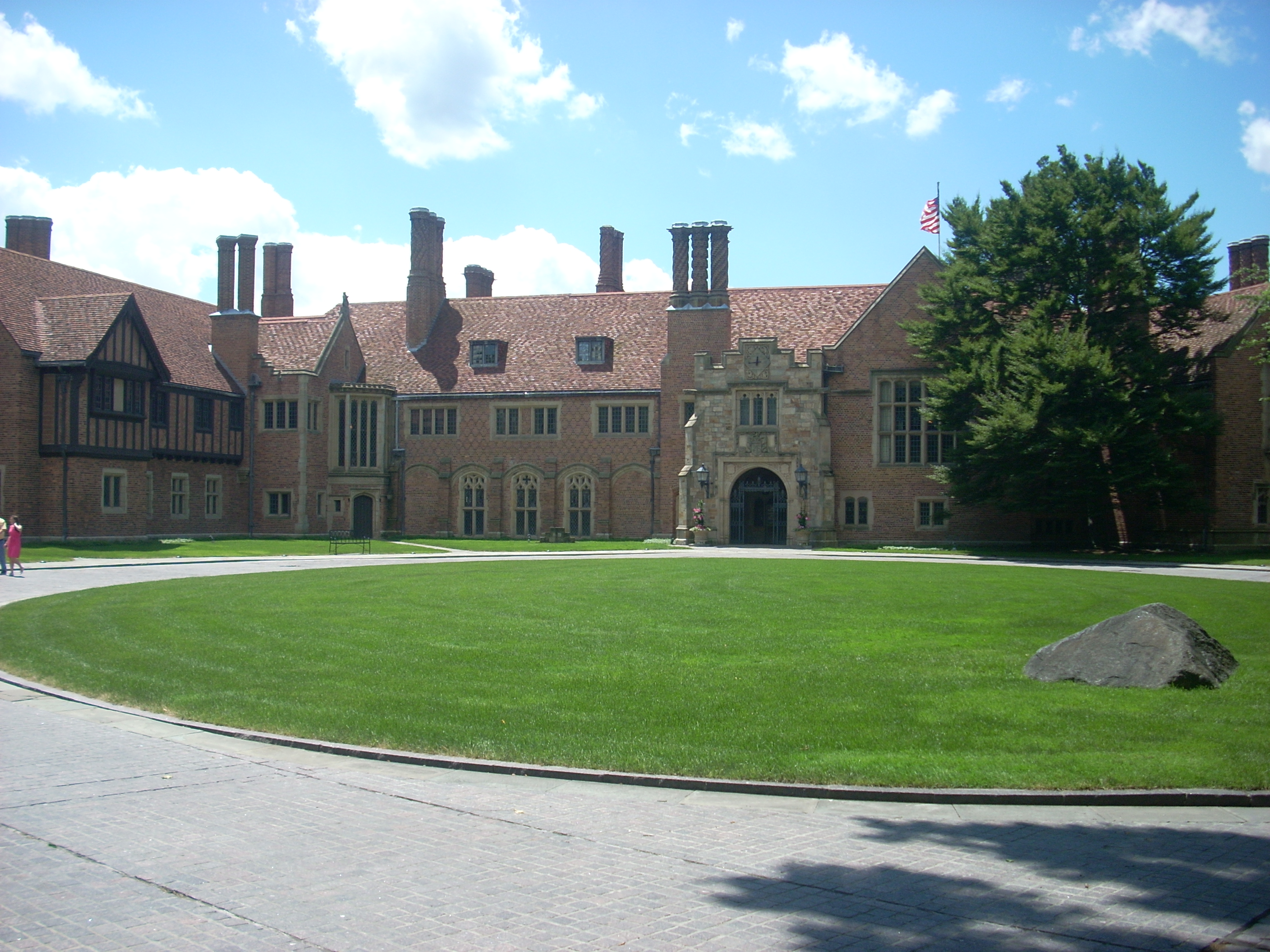
Meadow Brook Hall, onde o vídeo foi filmado.

O vídeo clipe de "Who Owns My Heart" foi dirigido por Robert Hales, que anteriormente dirigiu o vídeo para "Can't Be Tamed", e foi filmado durante 6 e 7 de agosto de 2010 no Meadow Brook Hall em Rochester Hills, Michigan. O vídeo se inicia com Cyrus dormindo, de olhos vendados em um colchão de um quarto. Ela desperta e se contorce no colchão. Em seguida, Cyrus segue para um banheiro, e seu traje é composto por uma camiseta regata branca, um short masculino branco, jóias de heavy metal, entre outros. Durante o banho, Cyrus canta e se prepara para uma festa. Após o refrão, Cyrus aparece no banco traseiro de uma limusine, fantasiada de um top decotado de ouro e calça e jaqueta pretas. Ao chegar na festa, ela é vista em cima de uma mesa de madeira ao dançar. Nas cenas seguintes, é mostrado Cyrus com várias pessoas na pista de dança. O vídeo termina com Cyrus deitada novamente no colchão, acordando.
O vídeo estreou no MSN espanhol em 8 de outubro de 2010. Jocelyn Vega do MTV News disse, "Chega uma hora na carreira de uma princesa do pop de dar uma festa de dança sexy e proclamar sua feminilidade. Em 2001, Britney Spears o fez em "I'm a Slave 4 U", e agora, Miley Cyrus faz o mesmo no vídeo de "Who Owns My Heart"." Tanner Stransky do Entertainment Weekly assumiu que o tema do vídeo foi os penteados diferentes, mas aclamou o vídeo devido a sua diversão. Edith Zimmerman da revista New York viu o vídeo como "estranho". Megan Vick da Billboard acha que o vídeo segue os mesmos passos do vídeo de "Can't Be Tamed" - iluminação escura e partes nuas do corpo de Cyrus. Vick disse que lembrou do vídeo de Amy Winehouse "Rehab" quando viu a cena do banheiro e viu o final do vídeo como um alívio. Tim Winter, presidente do Parents Television Council (PTC) criticou o vídeo devido aos seus elementos sexuais. Winter continuou, "É lamentável que ela esteja participando de um vídeo tão sexualizado como esse. Ele envia mensagens para os seus fãs que são diametralmente opostas a tudo que ela fez até agora. Miley construiu sua fama e fortuna inteiramente nas costas dos jovens, e isso entristece-nos, já que parece que ela está ansiosa para distanciar-se de seus fãs rapidamente."

## Apresentações ao vivo

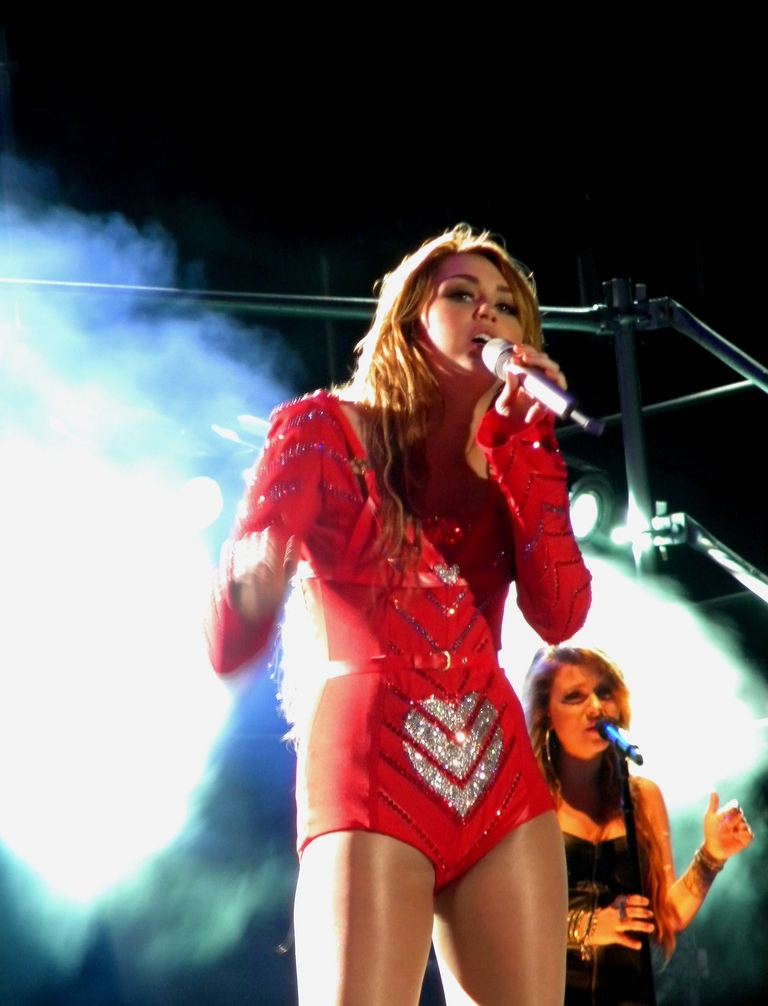
Cyrus apresentando a canção durante a Gypsy Heart Tour.

Cyrus apresentou primeiramente a canção em um concerto na House of Blues em Los Angeles, Califórnia, que foi transmitido em mais de trinta portais de propriedade da MTV Networks. Cyrus embarcou em uma turnê europeia para promoção do single em outubro de 2010. Em 6 de novembro de 2010, a artista cantou a faixa no programa de televisão alemão Wetten, dass..?. Um dia depois, interpretou "Who Owns My Heart" nos MTV Europe Music Awards de 2010 na Caja Mágica em Madrid, Espanha. O concerto teve um figurino elaborado que tinha Cyrus usando um bodysuit branco, enquanto as dançarinas usavam lingerie e os dançarinos terno. Cyrus explicou:
| “ | Nós realmente viemos com esse conceito, eu queria que ficasse parecido com Angels & Demons (2000), mas não é uma referência de Tom Hanks. É [sobre a ideia] que durante você estiver nesse mundo, você sempre vai ter uma tentação. [...] É um pouco mais ao estilo da Era Vitoriana. Há um monte de faces. As meninas estão todas vestidas de branco, e os meninos de preto. As meninas vão saber o que eu estou falando. | ” |

A canção também foi incluída no repertório da Gypsy Heart Tour, turnê de Cyrus de 2011.

## Faixas e formatos
"Who Owns My Heart" foi lançada em formato físico para fins promocionais (CD single promocional) e também em não-promocional, além de ser lançada para download digital e conter duas versões de EP de remixes digital, um para a Alemanha e outro internacionalmente.
| CD single promocional |                     |         |  |
| N.º                   | Título              | Duração |  |
| 1.                    | "Who Owns My Heart" | 3:34    |  |

| CD single |                        |         |  |
| N.º       | Título                 | Duração |  |
| 1.        | "Who Owns My Heart"    | 3:34    |  |
| 2.        | "Forgiveness and Love" | 3:28    |  |

| Download digital da Austrália e da França |                                     |         |  |
| N.º                                       | Título                              | Duração |  |
| 1.                                        | "Who Owns My Heart"                 | 3:34    |  |
| 2.                                        | "Who Owns My Heart" (vídeo musical) | 3:40    |  |

| Extended play (EP) de remixes digital |                                           |         |  |
| N.º                                   | Título                                    | Duração |  |
| 1.                                    | "Who Owns My Heart"                       | 3:34    |  |
| 2.                                    | "Who Owns My Heart" (The Alias Remix)     | 5:58    |  |
| 3.                                    | "Who Owns My Heart" (The Alias Radio Mix) |         |  |

| Extended play (EP) de remixes digital alemão |                                     |         |  |
| N.º                                          | Título                              | Duração |  |
| 1.                                           | "Who Owns My Heart"                 | 3:34    |  |
| 2.                                           | "Forgiveness and Love"              | 3:28    |  |
| 3.                                           | "Who Owns My Heart" (vídeo musical) | 3:48    |  |

## Desempenho nas tabelas musicais
Na semana que terminou em 27 de novembro de 2010, "Who Owns My Heart" estreou e chegou à 76ª posição na European Hot 100, sendo sua única semana na parada. A canção debutou na 35ª posição na Ö3 Austria Top 40, na semana que terminou em 19 de novembro de 2010. Na semana seguinte, "Who Owns My Heart" subiu para o número cinquenta, e, mais tarde, a 54ª posição antes de sair da tabela. Na semana que terminou em 22 de novembro de 2010, "Who Owns My Heart" debutou e alcançou a posição vinte e quatro na German Singles Chart. Na semana seguinte, a canção caiu para a posição 39. A faixa continuou descendo até sair da tabela na semana que terminou em 10 de janeiro de 2011. A canção ficou sete semanas na tabela. "Who Owns My Heart" também entrou na Bélgican Tip Singles Chart (Flandres) e na Slovakian Airplay Singles Chart, alcançando a segunda posição e a trinta e cinco, respectivamente.
| Parada (2010)                     | Melhor posição |
| --------------------------------- | -------------- |
| Alemanha (Media Control Charts)   | 24             |
| Bélgica (Flandres) (Ultratip 50)  | 2              |
| Eslováquia (IFPI)                 | 35             |
| Hungria (MAHASZ)                  | 20             |
| Rússia (Top Hit)                  | 17             |
| Áustria (Ö3 Austria Top 40)       | 35             |
| União Europeia (European Hot 100) | 76             |

## Histórico de lançamento
"Who Owns My Heart" foi lançada em um extended play (EP) de remixes no Canadá, na Irlanda, na Alemanha e na França, além de ser lançada em formato físico (CD single) nos Estados Unidos pela Hollywood Records. No Brasil a canção foi lançada através do portal Terra Sonora, por download digital, assim como Portugal, Finlândia, Espanha, Irlanda e Noruega.
| País           | Data                   | Formato                               | Gravadora         |
| -------------- | ---------------------- | ------------------------------------- | ----------------- |
| Canadá         | 15 de novembro de 2010 | Extended play (EP) de remixes digital | Hollywood Records |
| Irlanda        | 5 de novembro de 2010  | Extended play (EP) de remixes digital | Hollywood Records |
| França         | 5 de novembro de 2010  | Extended play (EP) de remixes digital | Hollywood Records |
| Alemanha       | 22 de outubro de 2010  | Extended play (EP) de remixes digital | Hollywood Records |
| Estados Unidos | 26 de outubro de 2010  | CD single                             | Hollywood Records |
| Brasil         | 8 de novembro de 2010  | Download digital                      | Universal Music   |
| Portugal       | 25 de outubro de 2010  | Download digital                      | Hollywood Records |
| Portugal       | 15 de novembro de 2010 | Download digital                      | Hollywood Records |
| Finlândia      | 8 de novembro de 2010  | Download digital                      | Hollywood Records |
| Espanha        | 8 de novembro de 2010  | Download digital                      | Hollywood Records |
| Noruega        | 8 de novembro de 2010  | Download digital                      | Hollywood Records |
| Irlanda        | 9 de dezembro de 2010  | Download digital                      | Hollywood Records |